# 東山梨駅
東山梨駅（ひがしやまなしえき）は、山梨県山梨市上之割にある、東日本旅客鉄道（JR東日本）中央本線の駅である。駅番号はCO 38。

## 歴史
地元からの要望により建設された請願駅で、建設費370万円全額を地元が負担した。

### 年表
- 1957年（昭和32年）2月5日：日本国有鉄道（国鉄）の駅として開業[2]。旅客営業のみ[3]。開業当初は上下8本ずつのみ停車[3]。
- 1970年（昭和45年）10月1日：無人化[4]。
- 1987年（昭和62年）4月1日：国鉄分割民営化により、東日本旅客鉄道（JR東日本）の駅となる[5]。
- 2004年（平成16年）10月16日：ICカード「Suica」の利用が可能となる[6]。東京近郊区間に編入される[6]。

## 駅構造
相対式ホーム2面2線を有する地上駅である。ホームは2両分のみ嵩上げされている。
無人駅で、自動改札機は設置されていない。各ホームの出入り口に簡易Suica改札機が設けられている。甲府方面のホーム上には乗車駅証明書発行機が設置されている。以前は自動券売機が東京方面ホームの改札付近に設置されていたが、撤去されている。
反対側のホームへ行く場合は駅前にある踏切を渡る必要がある。
駅構造は、2駅隣の春日居町駅とよく似ている。

### のりば
| ホーム | 路線     | 方向 | 行先                   |
| ------ | -------- | ---- | ---------------------- |
| 南側   | 中央本線 | 下り | 甲府・小淵沢・松本方面 |
| 北側   | 中央本線 | 上り | 大月・高尾・新宿方面   |

※案内上の番線番号は設定されていない。

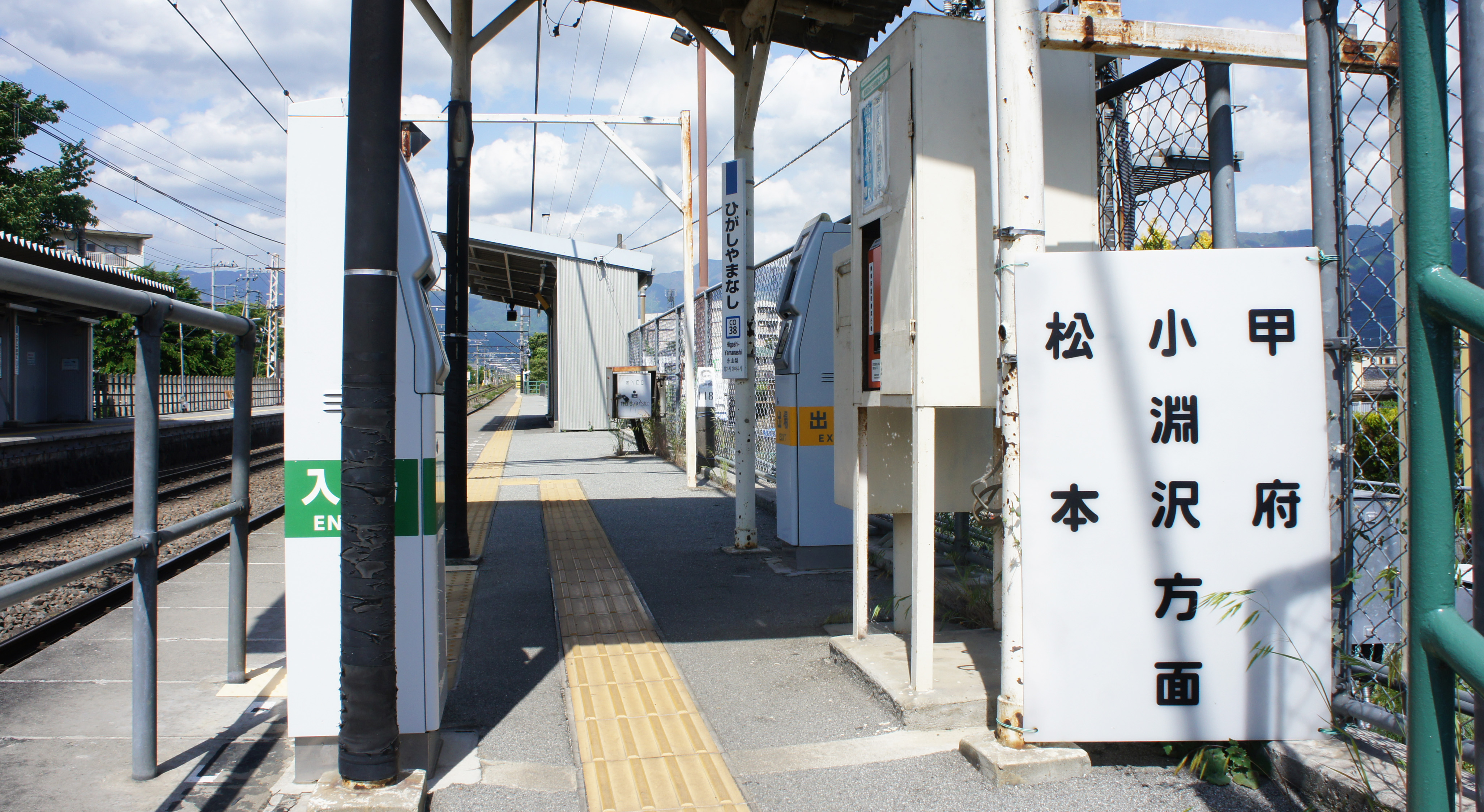
下り線改札口（2021年5月）
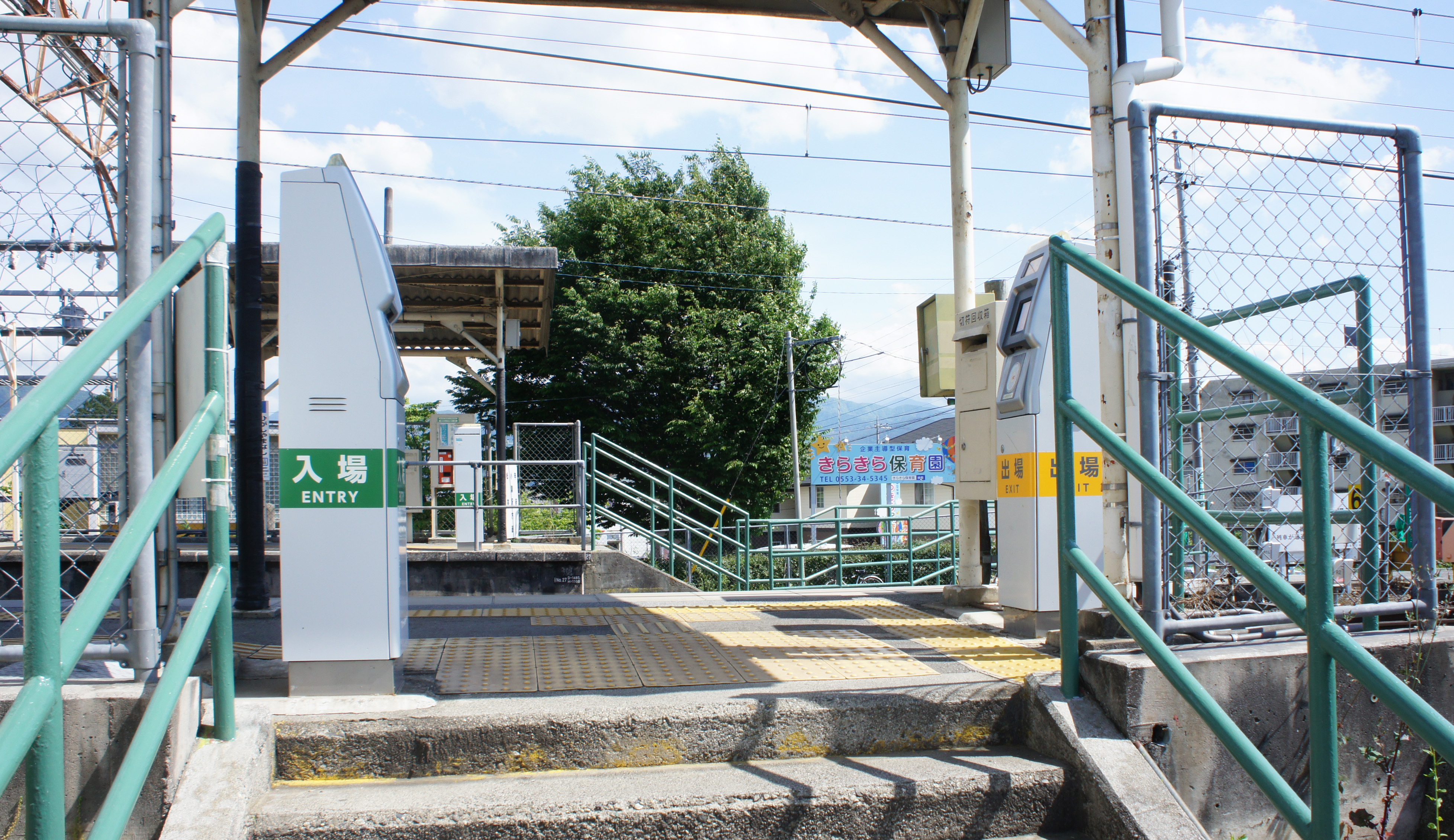
上り線改札口（2021年5月）
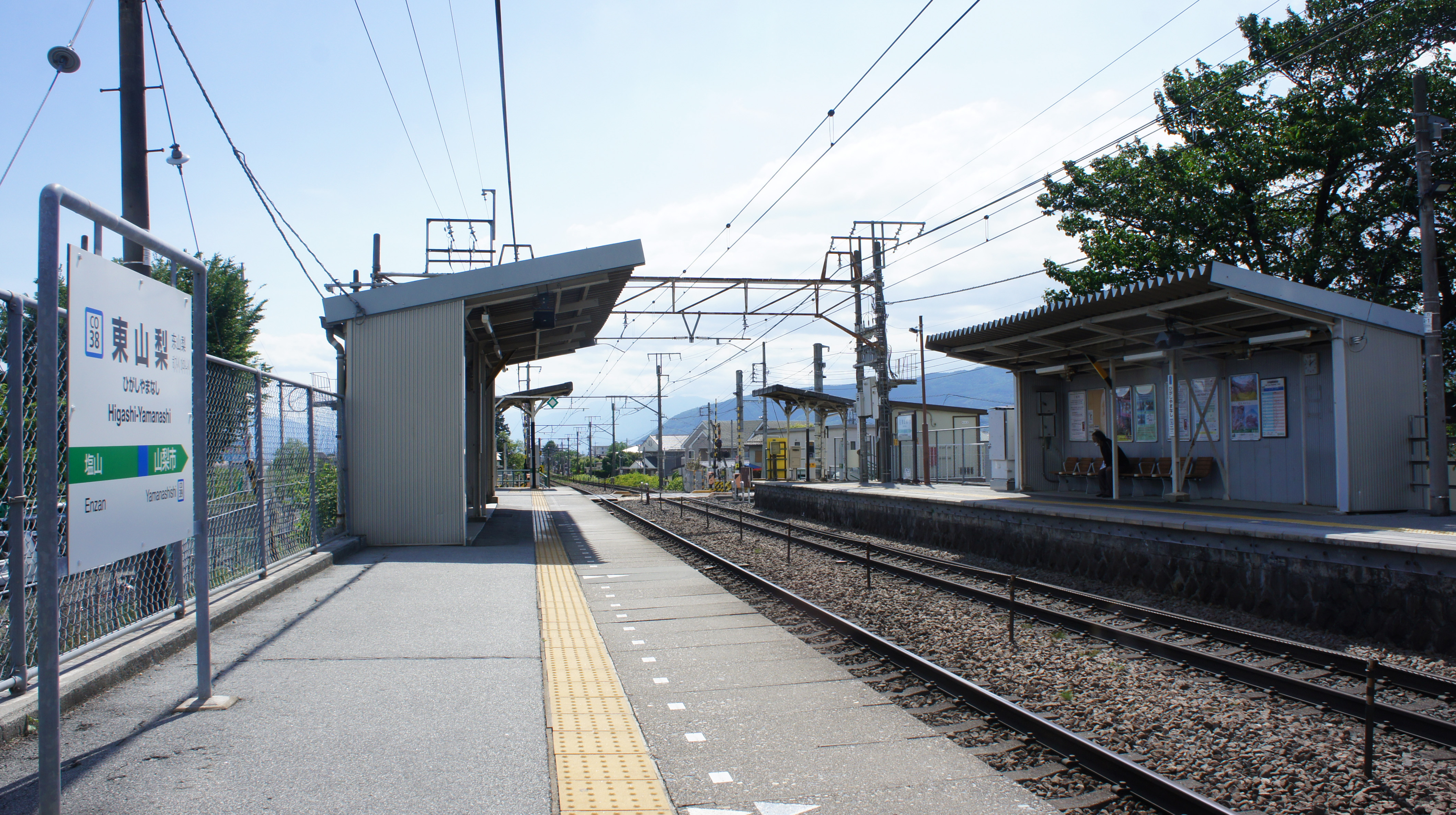
ホーム（2021年5月）

## 利用状況
「山梨県統計年鑑」によると、2000年度（平成12年度）- 2010年度（平成22年度）の1日平均乗車人員の推移は以下のとおりであった。
| 乗車人員推移       | 乗車人員推移     | 乗車人員推移 |
| 年度               | 1日平均 乗車人員 | 出典         |
| ------------------ | ---------------- | ------------ |
| 2000年（平成12年） | 570              | [ 県 1 ]     |
| 2001年（平成13年） | 537              | [ 県 2 ]     |
| 2002年（平成14年） | 544              | [ 県 3 ]     |
| 2003年（平成15年） | 573              | [ 県 4 ]     |
| 2004年（平成16年） | 561              | [ 県 5 ]     |
| 2005年（平成17年） | 566              | [ 県 6 ]     |
| 2006年（平成18年） | 610              | [ 県 7 ]     |
| 2007年（平成19年） | 641              | [ 県 8 ]     |
| 2008年（平成20年） | 678              | [ 県 9 ]     |
| 2009年（平成21年） | 684              | [ 県 10 ]    |
| 2010年（平成22年） | 669              | [ 県 11 ]    |

## 駅周辺
- 清白寺（国宝）
- 山梨県営東山梨団地 - 近年は駅利用者が増えている。

## バス路線
「東山梨駅」停留所が設置されており、山梨市営バスの路線が発着する。
- 南方向巡回：山梨市駅行き
- 北方向巡回：老人健康福祉センター行き

## その他
当駅は別田駅（現・春日居町駅）とともにホーム有効長が6両分のため、国鉄末期まで8両で運転されていた東京方面と松本方面を運行する普通列車は通過していたが、民営化後はすべての普通列車が停車するようになった。

## 隣の駅
東日本旅客鉄道（JR東日本）
 中央本線
塩山駅 (CO 37) - 東山梨駅 (CO 38) - 山梨市駅 (CO 39)

### 記事本文
1. 1 2  『中央本線 初狩～小淵沢駅間へ「駅ナンバリング」を拡大しました』（PDF）（プレスリリース）東日本旅客鉄道八王子支社、2020年3月23日。オリジナルの2020年3月23日時点におけるアーカイブ。2020年3月23日閲覧。
2. 1 2 3 4 5 6 7 8 9  『週刊 JR全駅・全車両基地』 46号 甲府駅・奥多摩駅・勝沼ぶどう郷駅ほか79駅、朝日新聞出版〈週刊朝日百科〉、2013年7月7日、20頁。
3. 1 2 3  「東山梨駅が開業」『交通新聞』交通協力会、1957年1月30日、1面。
4. ↑  「通報 ●中央本線東山梨及び別田駅の駅員無配置について（旅客局）」『鉄道公報』日本国有鉄道総裁室文書課、1970年9月30日、14面。
5. ↑  曽根悟（監修）（著）、朝日新聞出版分冊百科編集部（編集）（編）「中央本線」『週刊 歴史でめぐる鉄道全路線 国鉄・JR』第5号、朝日新聞出版、2009年8月9日、27頁。
6. 1 2  『首都圏でSuicaをご利用いただけるエリアが広がります』（PDF）（プレスリリース）東日本旅客鉄道、2004年8月23日。オリジナルの2019年7月9日時点におけるアーカイブ。2020年3月25日閲覧。
7. 1 2  “JR東日本：駅構内図・バリアフリー情報（東山梨駅）”.   東日本旅客鉄道. 2025年6月10日閲覧。

### 利用状況
1. ↑  「運輸・通信」『平成14年刊行山梨県統計年鑑』（xls）（レポート）山梨県、2002年。2025年5月29日閲覧。
2. ↑  「運輸・通信」『平成15年刊行山梨県統計年鑑（運輸・通信）』（xls）（レポート）山梨県、2003年。2025年5月29日閲覧。
3. ↑  「運輸・通信」『平成16年刊行山梨県統計年鑑（運輸・通信）』（xls）（レポート）山梨県、2004年。2025年5月29日閲覧。
4. ↑  「運輸・通信」『平成17年刊行山梨県統計年鑑（運輸・通信）』（xls）（レポート）山梨県、2005年。2025年5月29日閲覧。
5. ↑  「運輸・通信」『平成18年刊行山梨県統計年鑑（運輸・通信）』（xls）（レポート）山梨県、2006年。2025年5月29日閲覧。
6. ↑  「運輸・通信」『平成19年刊行山梨県統計年鑑（運輸・通信）』（xls）（レポート）山梨県、2007年。2025年5月29日閲覧。
7. ↑  「運輸・通信」『平成20年刊行山梨県統計年鑑（運輸・通信）』（xls）（レポート）山梨県、2008年。2025年5月29日閲覧。
8. ↑  「運輸・通信」『平成21年刊行山梨県統計年鑑（運輸・通信）』（xls）（レポート）山梨県、2009年。2025年5月29日閲覧。
9. ↑  「運輸・通信」『平成22年刊行山梨県統計年鑑（運輸・通信）』（xls）（レポート）山梨県、2010年。2025年5月29日閲覧。
10. ↑  「運輸・通信」『平成23年刊行山梨県統計年鑑（運輸・通信）』（xls）（レポート）山梨県、2011年。2025年5月29日閲覧。
11. ↑  『平成25年刊行山梨県統計年鑑』（PDF）（レポート）山梨県、2013年11月、150-153頁。2025年5月29日閲覧。